# WTA Guangzhou
Das WTA Guangzhou (offiziell: Galaxy Holding Group Guangzhou Open) ist ein Tennisturnier der WTA Tour, das seit 2004 in der chinesischen Stadt Guangzhou ausgetragen wird.

## Turnierübersicht
| Jahr | Offizielle Turnierbezeichnung                          | Kategorie         | Belag               | Preisgeld |
| ---- | ------------------------------------------------------ | ----------------- | ------------------- | --------- |
| 2004 | JinJianNan Guangzhou International Women’s Open        | Tier III          | Hartplatz           | $ 170.000 |
| 2005 | JinJianNan Guangzhou International                     | Tier III          | Hartplatz           | $ 170.000 |
| 2006 | Guangzhou International Women’s Open                   | Tier III          | Hartplatz           | $ 175.000 |
| 2007 | Guangzhou International Women’s Open                   | Tier III          | Hartplatz           | $ 175.000 |
| 2008 | TOE Life Ceramics Guangzhou International Women’s Open | Tier III          | Hartplatz           | $ 175.000 |
| 2009 | GDD Guangzhou International Women’s Open               | WTA International | Hartplatz, DecoTurf | $ 220.000 |
| 2010 | Landsky Lighting Guangzhou International Women’s Open  | WTA International | Hartplatz, DecoTurf | $ 220.000 |
| 2011 | WANLIMA Guangzhou International Women’s Open           | WTA International | Hartplatz, DecoTurf | $ 220.000 |
| 2012 | GRC Bank Guangzhou International Women’s Open          | WTA International | Hartplatz, DecoTurf | $ 220.000 |
| 2013 | Guangzhou Open                                         | WTA International | Hartplatz, DecoTurf | $ 235.000 |
| 2014 | Guangzhou International Women’s Open                   | WTA International | Hartplatz, DecoTurf | $ 500.000 |
| 2015 | Guangzhou International Women’s Open                   | WTA International | Hartplatz, DecoTurf | $ 250.000 |
| 2016 | Guangzhou International Women’s Open                   | WTA International | Hartplatz, DecoTurf | $ 250.000 |
| 2017 | Guangzhou International Women’s Open                   | WTA International | Hartplatz, DecoTurf | $ 250.000 |

## Siegerliste

### Einzel
| Jahr                         | Siegerin           | Finalgegnerin           | Ergebnis         |
| ---------------------------- | ------------------ | ----------------------- | ---------------- |
| ↓ Kategorie: Tier III ↓      |                    |                         |                  |
| 2004                         | Li Na              | Martina Suchá           | 6:3, 6:4         |
| 2005                         | Yan Zi             | Nuria Llagostera Vives  | 6.4, 4:0 Aufgabe |
| 2006                         | Anna Tschakwetadse | Anabel Medina Garrigues | 6:1, 6:4         |
| 2007                         | Virginie Razzano   | Tzipora Obziler         | 6:0, 6:3         |
| 2008                         | Wera Swonarjowa    | Peng Shuai              | 6:74, 6:0, 6:2   |
| ↓ Kategorie: International ↓ |                    |                         |                  |
| 2009                         | Shahar Peer        | Alberta Brianti         | 6:3, 6:4         |
| 2010                         | Jarmila Groth      | Alla Kudrjawzewa        | 6:1, 6:4         |
| 2011                         | Chanelle Scheepers | Magdaléna Rybáriková    | 6:2, 6:2         |
| 2012                         | Hsieh Su-wei       | Laura Robson            | 6:3, 5:7, 6:4    |
| 2013                         | Zhang Shuai        | Vania King              | 7:61, 6:1        |
| 2014                         | Monica Niculescu   | Alizé Cornet            | 6:4, 6:0         |
| 2015                         | Jelena Janković    | Denisa Allertová        | 6:2, 6:0         |
| 2016                         | Lessja Zurenko     | Jelena Janković         | 6:4, 3:6, 6:4    |
| 2017                         | Zhang Shuai        | Aleksandra Krunić       | 6:2, 3:6, 6:2    |
| 2018                         | Wang Qiang         | Julija Putinzewa        | 6:1, 6:2         |
| 2019                         | Sofia Kenin        | Samantha Stosur         | 6:74, 6:4, 6:2   |
| ↓ Kategorie: 250 ↓           |                    |                         |                  |
| 2023                         | Wang Xiyu          | Magda Linette           | 6:0, 6:2         |
| 2024                         | Olga Danilović     | Caroline Dolehide       | 6:3, 6:1         |

### Doppel
| Jahr                         | Siegerinnen                              | Finalgegnerinnen                   | Ergebnis          |
| ---------------------------- | ---------------------------------------- | ---------------------------------- | ----------------- |
| ↓ Kategorie: Tier III ↓      |                                          |                                    |                   |
| 2004                         | Li Ting Sun Tiantian                     | Yang Shujing Yu Ying               | 6:4, 6:1          |
| 2005                         | Maria Elena Camerin Emmanuelle Gagliardi | Neha Uberoi Shikha Uberoi          | 7:65, 6:3         |
| 2006                         | Li Ting Sun Tiantian                     | Vania King Jelena Kostanić         | 6:4, 2:6, 7:5     |
| 2007                         | Peng Shuai Yan Zi                        | Vania King Sun Tiantian            | 6:3, 6:4          |
| 2008                         | Marija Korytzewa Tazzjana Putschak       | Sun Tiantian Yan Zi                | 6:3, 4:6, [10:8]  |
| ↓ Kategorie: International ↓ |                                          |                                    |                   |
| 2009                         | Wolha Hawarzowa Tazzjana Putschak        | Kimiko Date-Krumm Sun Tiantian     | 3:6, 6:2, [10:8]  |
| 2010                         | Edina Gallovits Sania Mirza              | Han Xinyun Liu Wanting             | 7:5, 6:3          |
| 2011                         | Hsieh Su-wei Zheng Saisai                | Chan Chin-wei Han Xinyun           | 6:2, 6:1          |
| 2012                         | Tamarine Tanasugarn Zhang Shuai          | Jarmila Gajdošová Monica Niculescu | 2:6, 6:2, [10:8]  |
| 2013                         | Hsieh Su-wei Peng Shuai                  | Vania King Galina Woskobojewa      | 6:3, 4:6 [12:10]  |
| 2014                         | Chuang Chia-jung Liang Chen              | Alizé Cornet Magda Linette         | 2:6, 7:63, [10:7] |
| 2015                         | Martina Hingis Sania Mirza               | Xu Shilin You Xiaodi               | 6:3, 6:1          |
| 2016                         | Asia Muhammad Peng Shuai                 | Wolha Hawarzowa Wera Lapko         | 6:2, 7:63         |
| 2017                         | Elise Mertens Demi Schuurs               | Monique Adamczak Storm Sanders     | 6:2, 6:3          |
| 2018                         | Monique Adamczak Jessica Moore           | Danka Kovinić Wera Lapko           | 4:6, 7:5, [10:4]  |
| 2019                         | Peng Shuai Laura Siegemund               | Alexa Guarachi Giuliana Olmos      | 6:2, 6:1          |
| ↓ Kategorie: 250 ↓           |                                          |                                    |                   |
| 2023                         | Guo Hanyu Jiang Xinyu                    | Eri Hozumi Makoto Ninomiya         | 6:3, 7:64         |
| 2024                         | Kateřina Siniaková Zhang Shuai           | Katarzyna Piter Fanny Stollár      | 6:4, 6:1          |